# Phacomorphus sioberi
Phacomorphus sioberi es una especie de escarabajo del género Phacomorphus, familia Leiodidae. Fue descrita por Henri Coiffait en 1947.

## Distribución
Se encuentra en Francia.

## Subespecies
Se reconocen las siguientes:
- P. s. arbaillensis
- P. s. sioberi